# Colomers
Colomers lub Tuc de Colomers – szczyt w Pirenejach. Leży w Hiszpanii, w prowincji Lleida, przy granicy z Francją. Należy do Pirenejów Wschodnich.